# Большой Пит
Большо́й Пит — река в Красноярском крае России, правый приток Енисея.

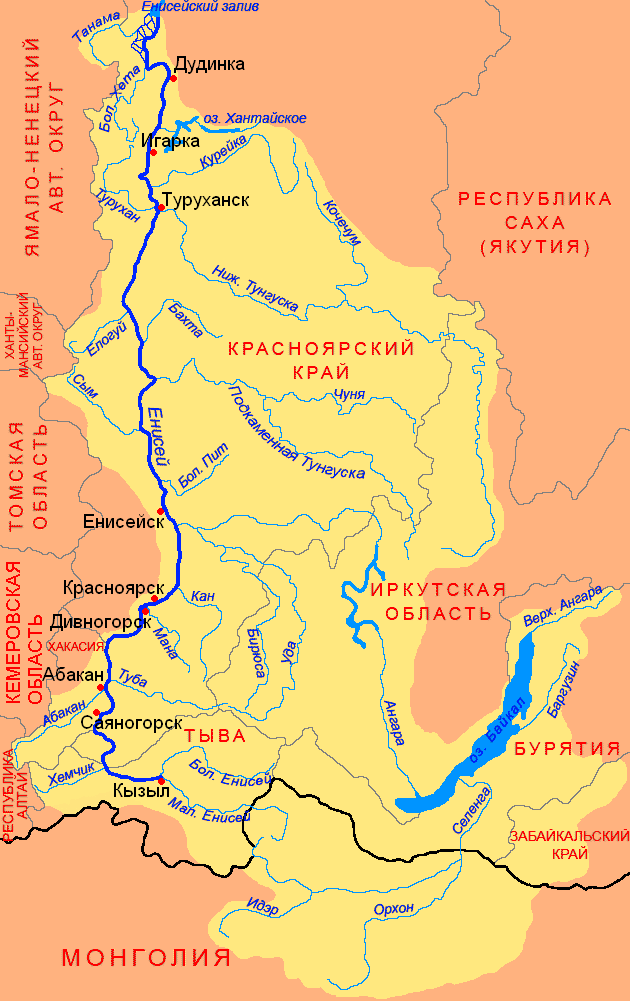
Бассейн Енисея

Длина реки — 415 км, площадь водосборного бассейна — 21 700 км².
Берёт начало в пределах Енисейского кряжа, протекает по Среднесибирскому плоскогорью. Впадает в Енисей между его двумя крупными притоками — Ангарой и Подкаменной Тунгуской — на расстоянии в 510 км ниже по течению от Красноярска и в 1880 км от устья Енисея.
Среднегодовой расход воды в устье составляет 225 м³/с. За 39 лет наблюдений со станции «Сухой Пит» в 119 км от устья расход воды был наименьшим в 1968 году — 140,86 м³/с, наибольшим в 1960 году — 293,38 м³/с, что примерно соответствует изменению среднегодового расхода около Енисея от 157 м³/с до 327 м³/с.
Питание реки в основном снеговое со значительной долей дождевого. Пик паводка приходится на май—июнь — за период наблюдений максимальный среднемесячный расход воды имел место в июне 1983 года и составлял 1500 м³/с. Ледостав на Большом Пите наступает в середине ноября, вскрывается река в середине мая.
В период весеннего половодья с мая по июнь судоходна до пристани Брянка в 184 км от устья. Близ устья располагается посёлок Усть-Пит Енисейского района, на реке — посёлки Брянка и Пит-Городок Северо-Енисейского района. Единственный постоянный мост через реку построен в 1989 году и расположен в посёлке Брянка на региональной автодороге 04К-053 Енисейск — Северо-Енисейский.
Основной левый приток — Сухой Пит.

## Притоки
Объекты перечислены по порядку от устья к истоку.
- 4 км: Мельничная
- 18 км: Курьишна
- 25 км: Малахова
- 49 км: Гремиха
- 62 км: Орловка
- 63 км: Левая Орловка
- 72 км: Выломка
- 80 км: река без названия
- 88 км: ручьи Гремячий (руч. Гремячий)
- 95 км: Каменка
- 100 км: Безымянка
- 114 км: Малая Каменка
- 119 км: Сухой Пит
- 128 км: Большая Ерзовка (река)
- 128 км: Тёплый
- 134 км: Широкая
- 144 км: Каитьба
- 147 км: Мал. Каитьба
- 155 км: Степановка
- 159 км: Малиновый
- 165 км: Токма
- 177 км: Лендаха
- 184 км: Брянка
- 194 км: Кандашимо
- 202 км: Ведуга
- 203 км: Немчаны
- 221 км: Брянский
- 221 км: Южная Кодра
- 223 км: Веселый
- 226 км: Панимба
- 236 км: Таврикуль
- 240 км: Аяхта
- 249 км: Унтугун
- 254 км: Пенченга
- 260 км: Горбилок
- 266 км: река без названия
- 275 км: Чиримба
- 299 км: Бол. Кольчуган
- 301 км: Юргули
- 311 км: Ненчаны
- 322 км: Тыры
- 332 км: Янгото
- 344 км: Чалбухта
- 351 км: Оявол
- 358 км: Дюпкош
- 364 км: Мундокан
- 390 км: Чиркаты

## Данные водного реестра
По данным государственного водного реестра России относится к Енисейскому бассейновому округу, речной бассейн реки — Енисей, речной подбассейн реки — Бассейн притоков Енисея между участками впадения Ангары и Подкаменной Тунгуски. Водохозяйственный участок реки — Енисей от впадения реки Ангара до водомерного поста у села Ярцево.
Код водного объекта в государственном водном реестре — 17010400112116100026318.